# Giro di Campania 1984
Il Giro di Campania 1984, cinquantaduesima edizione della corsa, si svolse il 22 marzo 1984 su un percorso di 239 km. La vittoria fu appannaggio del belga Roger De Vlaeminck, che completò il percorso in 6h33'26", precedendo il norvegese Dag Erik Pedersen e lo svizzero Jürg Bruggmann.

## Ordine d'arrivo (Top 10)
| Pos. | Corridore                | Squadra                  | Tempo    |
| ---- | ------------------------ | ------------------------ | -------- |
| 1    | Roger De Vlaeminck       | Gis Gelati-Tuc Lu        | 6h33'26" |
| 2    | Dag Erik Pedersen        | Murella-Rossin           | s.t.     |
| 3    | Jürg Bruggmann           | Malvor-Bottecchia        | s.t.     |
| 4    | Alfredo Chinetti         | Supermercati Brianzoli   | s.t.     |
| 5    | Pierino Gavazzi          | Atala-Campagnolo         | s.t.     |
| 6    | Johan Van Der Velde      | Metauro Mobili-Pinarello | s.t.     |
| 7    | Guido Van Calster        | Del Tongo-Colnago        | s.t.     |
| 8    | Giuseppe Petito          | Alfa Lum-Olmo            | s.t.     |
| 9    | Daniele Caroli           | Santini-Conti-Galli      | s.t.     |
| 10   | Gianbattista Baronchelli | Murella-Rossin           | s.t.     |